# Bagani

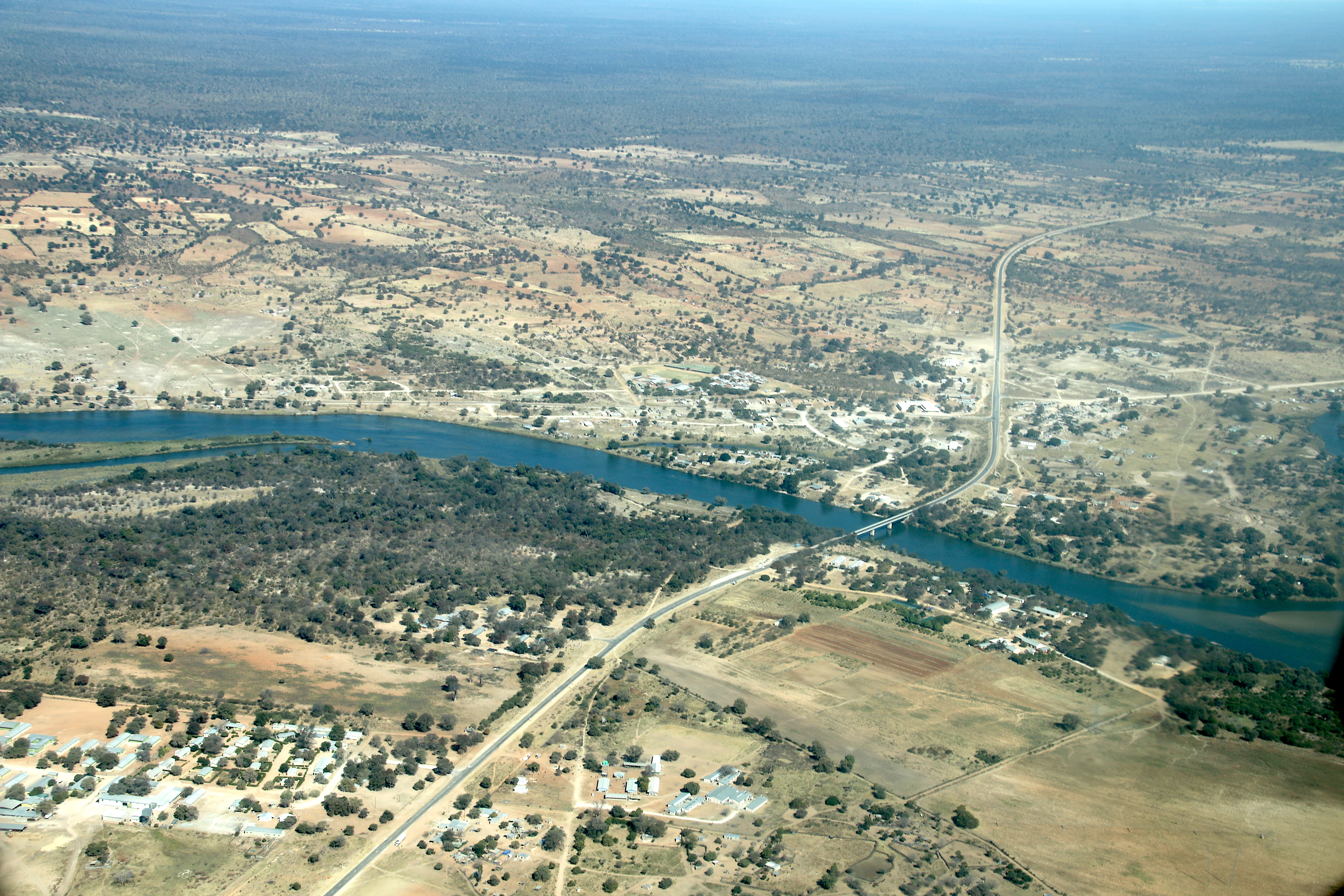
Luftaufnahme von Bagani mit der B8-Brücke über den Okavango (2018)

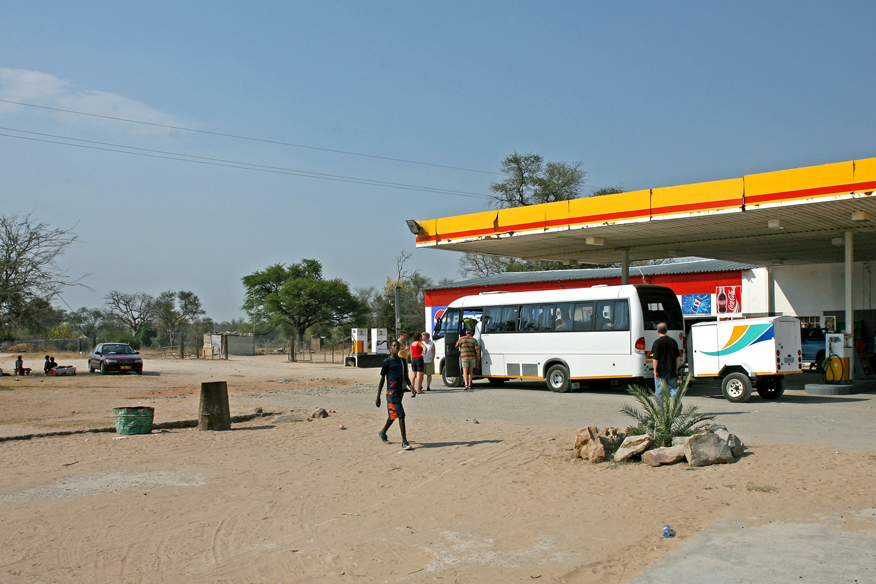
Tankstelle in Bagani

Bagani ist eine Ansiedlung in der Region Kavango-Ost im Nordosten von Namibia. Der Ort liegt etwa 995 Meter über dem Meeresspiegel und am nordöstlichen Ufer des Okavango, wo die Baganibrücke die einzige Straßenverbindung in die Region Caprivi bildet.
Bagani ist ein touristischer Anlaufpunkt für Ausflüge in den Bwabwata-Nationalpark.
Koordinaten: 18° 7′ S, 21° 37′ O